# Syros (maison d'édition)
Pour les articles homonymes, voir Syros.
 (octobre 2019).
Syros est une marque d'édition française, spécialisée dans les livres pour enfants, qui se veut tournée vers d'autres cultures et la promotion de l'engagement social.
La marque Syros est la propriété de la Librairie Fernand Nathan. Elle est exploitée par Sejer et fait partie du groupe d'édition français Editis.

## Histoire
La maison d'édition indépendante Syros est créée en 1972 par le PSU (Parti Socialiste Unifié). Elle est alors dirigée par Guy Degorce.
En 1995, les éditions Syros fusionnent avec La Découverte alors dirigée par François Gèze. Ils intègrent ensemble en 1998 le groupe Havas, aujourd'hui connu sous le nom d'Editis. 
En 1984, un secteur spécialisé en livres jeunesse est créé. En 2002, le département « Essais » de la maison intègre le catalogue des éditions La Découverte et le département de livres jeunesse rejoint Nathan Jeunesse tout en conservant le nom de marque Syros,.